# Nakagava Teruhito
Nakagava Teruhito (仲川 輝人) (Kanagava prefektúra, 1992. július 27. –) japán válogatott labdarúgó.

## Klub
A labdarúgást a Yokohama F. Marinos csapatában kezdte. Később játszott még a FC Machida Zelvia (2016) és az Avispa Fukuoka (2017) csapatában. 2019-ben japán bajnoki címet szerzett.

## Nemzeti válogatott
2019-ben debütált a japán válogatottban. A japán válogatottban 2 mérkőzést játszott.

## Statisztika
| Japán válogatott | Japán válogatott | Japán válogatott |
| Időszak          | Mérk.            | gól              |
| ---------------- | ---------------- | ---------------- |
| 2019             | 2                | 0                |
| Összesen         | 2                | 0                |

## Sikerei, díjai
Klub
- Japán bajnokság: 2019